# Kaplica św. Katarzyny w Rabacie
Kaplica Świętej Katarzyny, powszechnie znana jako Tad-Daħla (malt. Il-Kappella ta’ Santa Katerina tad-Daħla, ang. Chapel of Saint Catherine Tad-Daħla) – rzymskokatolicka kaplica na terenie Tad-Daħla, znanym też jako Ta’ Santa Katarina – przysiółku Rabatu na Malcie. Znajduje się w połowie drogi łączącej Rabat z Ħad-Dingli.

## Historia
Pierwsza kaplica św. Katarzyny zbudowana została w tym miejscu około 1500. Mimo iż były to ciężkie czasy, kaplica miała swojego rektora. Częste w XVI wieku napady piratów na Maltę uniemożliwiały opiekowanie się budynkiem. Spowodowało to zaniedbanie i porzucenie świątyni.

27 stycznia 1575 biskup Pietro Dusina, wizytator apostolski na Malcie, zanotował, iż kościół, jeden z trzydziestu podległych katedrze w Mdinie, miał jeden ołtarz, był zaniedbany, nie miał drzwi ani podłogi. Jego opiekunem był ks. Santoro Vella. Biskup zarządził zamknięcie kościoła, jego obraz tytularny przeniesiony został do katedry w Mdinie.
W 1628/29 Indri Vassallo wraz ze swoją żoną Sapienzą Michallef, ufundował w tym samym miejscu nową kaplicę. Podarował również na jej potrzeby część swojego ogrodu, zwanego Tad-Daħla. Vassallo obdarował również kaplicę funduszami, obligując w dniu 9 listopada 1630 kontraktem jej rektora do odprawiania mszy w święta patronki kaplicy, św. Andrzeja Apostoła, św. Pawła Apostoła, św. Łucji i św. Błażeja. Ponieważ kaplica była pod świeckim patronatem jej fundatora, ten, aby była ona wciąż związana z jego rodziną, ustanowił kontraktem zasadę, że kolejni rektorzy kaplicy mają być naprzemiennie z jego oraz jego żony rodziny.

Indri Vassallo zmarł 29 maja 1655, i został pochowany w kościele Ta' Ġesu w Valletcie; jego żona zmarła 20 stycznia 1657, i spoczęła w kościele św. Wawrzyńca w Birgu.
Raport z wizyty pastoralnej biskupa Balaguera z 28 stycznia 1636 pozostawił nam opis ówczesnej kaplicy. Budynek miał czworo drzwi; główne wejście było od wschodu. Po południowej stronie kaplicy znajdował się cmentarz, oddzielony od niej drewnianą bramą, i otoczony kamiennym murem. Na dachu znajdowała się niewielka dzwonnica z jednym dzwonem. W zakrystii znajdowały się wszelkie rzeczy, niezbędne do odprawiania mszy świętej, poza kielichem mszalnym, który musiał być przywożony przez każdego celebransa.

Dach kaplicy wsparty był na czterech łukach. W kaplicy znajdował się pomalowany kamienny ołtarz ze złoconym tabernakulum oraz krucyfiksem. Stały na nim cztery złocone, wykonane z drewna świeczniki. Obraz nad ołtarzem przedstawiał św. Katarzynę, ze św. Pawłem i św. Błażejem po prawej, zaś św. Andrzejem i św. Łucją po lewej stronie. Ci sami święci wymienieni zostali w kontrakcie patronalnym. Rama obrazu, drewniana i pozłocona, zawierała herby rodzin Vassallo oraz Michallef. Do ołtarza prowadziły cztery schody, była tam też kamienna balustrada. Przed ołtarzem wisiała metalowa wieczna lampka.

W 1680 kaplicę wizytował biskup Miguel Jerónimo de Molina. Kaplica nie uległa znaczącym zmianom od wizyty w 1636. W raporcie zaznaczone zostało, iż ma wszystkie potrzebne rzeczy do odprawiania Najświętszej Ofiary, nawet kielich mszalny. Ówczesnym rektorem kaplicy był ks. Ġann-Anton Vassallo, krewny fundatora.

20 lutego 1743 nawiedziło Maltę silne trzęsienie ziemi, które mocno uszkodziło kaplicę, powodując niebezpieczeństwo jej zawalenia. Ówczeny biskup Malty Paul Alphéran de Bussan wysłał 17 maja 1744 ks. Albina Portoghesa, aby wizytował parafię w jego zastępstwie. Ks. Portoghes zobligował spadkobierców fundatora kaplicy do sfinansowania, zgodnie z wolą tego ostatniego, jej odbudowy. Ks. Ġwann M. Azzopardi, w owych dniach rektor kaplicy, był tym, który tego dokonał.

W 1866 patronat nad kaplicą sprawowała szlachecka rodzina Testaferrata, która przejęła go jakiś czas wcześniej. Przez lata kaplica miała wielu rektorów i świeckich opiekunów. Wraz ze śmiercią kanonika Karmenu Bologny w 1930, świecki patronat nad kaplicą wygasł; odtąd jej opiekunów wyznaczał biskup Malty. W 1953 opiekę nad kaplicą przejął jej nieformalny rektor ks. Mikiel Attard. Zapoczątkował obchodzenie 25 listopada święta patronalnego kaplicy, wyłożył podłogę płytami kamiennymi, zamurował boczne drzwi, w ich miejscu postawił drugi konfesjonał. W 1958 kaplica wzbogaciła się o procesyjną figurę jej patronki, wykonaną przez rzeźbiarza Mariano Geradę. W 1983, aby nie kolidować z fiestami ku czci św. Katarzyny w innych miejscowościach, przeniesiono jej obchodzenie na ostatnią niedzielę września.
W latach 2016–2019 kaplica wraz z jej otoczeniem została odrestaurowana.

## Architektura

### Wygląd zewnętrzny
Do kaplicy dochodzi się po schodach i małym prostokątnym parvis (placyku przed kościołem). Surowa fasada charakteryzuje się prostokątnymi drzwiami osadzonymi w kamiennej ramie i zwieńczonymi gzymsem. Centralnie nad drzwiami znajduje się łukowato zakończone prostokątne okno. Na dachu, wzdłuż całej fasady, wznosząc się od obu jej końców, znajduje się dzwonnica. Jej wierzchołek dzwonu wieńczy półkolisty gzyms, na którym stoi krzyż. Duży dzwon, a krótko później dwa mniejsze, wszystkie wykonane przez firmę „Barigozzi” z Mediolanu, umieszczono na kaplicy w 1962.

## Świątynia dzisiaj
Dziś w kaplicy odprawiane są msze święte w soboty.

## Ochrona dziedzictwa kulturowego
Od 27 czerwca 2014 budynek świątyni umieszczony jest na liście National Inventory of the Cultural Property of the Maltese Islands pod nr. 2329.